# NHK
NHK (em japonês:  日本放送協会, transl. Nippon Hōsō Kyōkai/Nihon Hōsō Kyōkai, também chamada em inglês: Japan Broadcasting Corporation, ou em português: Corporação de Radiodifusão do Japão) é a organização nacional de radiodifusão pública do Japão. A NHK, que sempre foi conhecida pelas iniciais de seu nome romanizado em japonês,  é uma empresa pública financiada pelo pagamento de uma taxa de licença pelos telespectadores.
A NHK opera dois canais de televisão terrestre (NHK General TV e NHK Educational TV), quatro canais de televisão por satélite (NHK BS1 e NHK BS Premium; bem como dois canais de televisão de ultra-alta definição, NHK BS4K e NHK BS8K) e três redes de rádio (NHK Radio 1, NHK Radio 2 e NHK FM).
A NHK também fornece um serviço de transmissão internacional, conhecido como NHK World-Japan. A NHK World-Japan é composta pela NHK World TV, NHK World Premium e pelo serviço de rádio em ondas curtas NHK World Radio Japan (também chamado em português como Rádio Japão). A NHK World Radio Japan também disponibiliza alguns de seus programas na Internet.
NHK foi a primeira emissora do mundo a transmitir em alta definição (usando a codificação de amostragem sub-Nyquist múltipla, também conhecida como Hi-Vision) e em 8K.

## História
A primeira precursora da NHK foi a Tokyo Broadcasting Station (東京放送局, Tōkyō hōsōkyoku), fundada em 1924 sob a liderança do Conde Gotō Shinpei. A Tokyo Broadcasting Station, junto com outras organizações em Osaka e Nagoya, iniciou suas transmissões de rádio em 1925. As três estações se fundiram na primeira encarnação da NHK em agosto de 1926. A NHK foi inspirada na BBC do Reino Unido, e a fusão e reorganização foram realizadas sob os auspícios do Ministério das Comunicações do pré-guerra. A segunda rede de rádio da NHK começou em 1931, e a terceira rede de rádio (FM) começou em 1937.

### Rádio
A NHK começou a transmitir em ondas curtas de forma experimental na década de 1930 e começou a transmitir em ondas curtas regulares em inglês e japonês em 1935 sob o nome de Radio Japão, inicialmente voltada para ouvintes de etnia japonesa no Havaí e na costa oeste da América do Norte. No final dos anos 1930, as transmissões internacionais da NHK eram conhecidas como Radio Tóquio, que se tornou um nome oficial em 1941.
Em novembro de 1941, o Exército Imperial Japonês nacionalizou todas as agências de notícias públicas e coordenou seus esforços por meio do Comitê Confidencial de Ligação com Informações. Todas as notícias publicadas e transmitidas tornaram-se anúncios oficiais do Quartel-General do Exército Imperial em Tóquio durante a Segunda Guerra Mundial. Os famosos programas de guerra da Rosa de Tóquio foram transmitidos pela NHK.
Foi na NHK que, em 15 de agosto de 1945, o imperador do Japão, Hirohito, anunciou por meio de discurso (o Gyokuon-hōsō‎), que o país aceitava a rendição incondicional, encerrando a Segunda Guerra Mundial. Após a guerra, em setembro de 1945, a administração da ocupação aliada sob o general Douglas MacArthur proibiu todas as transmissões internacionais da NHK e reaproveitou várias instalações e frequências da NHK para uso pela Far East Network (atual American Forces Network). O locutor de rádio nipo-americano Frank Shozo Baba juntou-se à NHK durante esse período e liderou uma reformulação de sua programação no início do pós-guerra. A NHK retornou com suas transmissões internacionais após a ocupação aliada em 1952.
Uma nova lei de radiodifusão (em japonês:  放送法, transl. Hōsō Hō) foi promulgada em 1950, o que tornou a NHK uma corporação independente apoiada pelos ouvintes e simultaneamente abriu o mercado para a transmissão comercial no Japão. A NHK começou as suas transmissões de televisão no mesmo ano, seguida por seu canal de TV educativo em 1959 e as transmissões de televisão em cores em 1960.
A NHK inaugurou o primeiro estágio de sua atual sede na ala especial da capital do Japão, Shibuya, como um centro de transmissão internacional para os Jogos Olímpicos de Verão de 1964, os primeiros Jogos Olímpicos a serem amplamente transmitidos pela televisão. O complexo foi gradualmente ampliado até 1973, quando se tornou a sede da NHK. A sede anterior adjacente ao Parque Hibiya foi reconstruída como o complexo de arranha-céus Hibiya City.

### Satélite
A NHK começou a transmitir via satélite com o canal NHK BS 1 em 1984, seguido por NHK BS 2 em 1985. Ambos os canais começaram a transmitir regularmente em 1989. Em abril de 2011, o BS 1 foi rebatizado, enquanto o canal BS 2 deixou de transmitir e foi substituído por "BS Premium "que é transmitido no canal anteriormente usado pelo BShi.
As transmissões internacionais por satélite para a América do Norte e Europa começaram em 1995, o que levou ao lançamento do NHK World em 1998. As transmissões passaram a ser em sinal aberto nos satélites Astra 19,2°E (Astra 1L) e Eurobird na Europa em 2008.

### Televisão digital
A NHK começou a transmitir o sinal de televisão digital em dezembro de 2000 por meio da BS Digital, seguida por transmissões de TV digital terrestre em três grandes regiões metropolitanas em 2003. A cobertura da televisão digital da NHK se expandiu gradualmente para cobrir quase todo o Japão em 24 de julho de 2011, quando as transmissões analógicas foram interrompidas (exceto em três prefeituras que foram fortemente afetadas pelo terremoto e tsunami de Tōhoku de 2011 - Iwate, Miyagi, Fukushima - onde foi o sinal foi descontinuado em 31 de março de 2012).

## Organização
A NHK é uma empresa dependente regulamentada pela Lei de Radiodifusão Japonesa de 1950 e financiada principalmente por taxas de licença. A transmissão da NHK World (que tem como público-alvo telespectadores e ouvintes estrangeiros) é financiada pelo governo japonês.[carece de fontes?] O orçamento anual da NHK está sujeito à revisão e aprovação da Dieta do Japão. A Dieta também nomeia o conselho de governadores (em japonês:  経営委員会, transl. keiei iinkai ) de doze membros que supervisiona a NHK.
A NHK é administrada em tempo integral por um conselho executivo (em japonês:  理事会, transl. rijikai) composto por um presidente, vice-presidente e sete a dez diretores que supervisionam as áreas de operações da NHK. O conselho executivo se reporta ao conselho de governadores.

## Financiamento
A NHK é financiada por taxas de recepção (料信料, jushinryō), um sistema semelhante à taxa de licença de televisão usada em alguns países de língua inglesa. A Lei de Transmissão, que rege o financiamento da NHK, estipula que qualquer aparelho de televisão equipado para receber a NHK é obrigado a pagar. A taxa é padronizada, com descontos para funcionários de escritório e estudantes que se deslocam, bem como um desconto geral para os moradores da prefeitura de Okinawa. Para os telespectadores que fazem pagamentos anuais por cartão de crédito sem outros descontos especiais, a taxa de recepção é de 13.600 ienes por ano apenas para recepção terrestre e 24.090 ienes por ano para recepção terrestre e por satélite de transmissão.
No entanto, a Lei de Transmissões não lista ações punitivas por falta de pagamento; como resultado, após uma série de escândalos relacionados à NHK, o número de pessoas que não pagaram a taxa de licença ultrapassou um milhão de usuários. Este incidente provocou debate sobre a equidade do sistema de taxas. Em 2006, a NHK optou por tomar medidas legais contra os que mais violavam a lei.

## Programação
A NHK General TV transmite uma variedade de programas. Os seguintes são dignos de nota.

### Notícias
NHK oferece notícias locais, nacionais e mundiais. O telejornal NHK News 7 vai ao ar diariamente e é transmitido bilíngue com faixas de áudio em japonês e inglês na NHK General TV e internacionalmente na NHK World Premium. O principal telejornal News Watch 9 também é bilíngue e vai ao ar na NHK General TV e na NHK World Premium. O World News vai ao ar na NHK BS 1 com o Catch! Sekai no Top News pela manhã e International News Report à noite, com este último também transmitido na NHK World Premium. As notícias da NHK BS 1 são transmitidas 10 minutos antes de cada hora, exceto durante eventos esportivos ao vivo.
A NHK também transmite telejornais para surdos (que são transmitidos na NHK Educational TV), notícias regionais (que são transmitidas na NHK General TV) e telejornais para crianças. O Newsline é um noticiário em inglês voltado para os telespectadores estrangeiros e vai ao ar na NHK World.
Em seu livro Broadcasting Politics in Japan: NHK and Television News, Ellis S. Krauss afirma: "Nos anos 1960 e 1970, os críticos externos dos telejornais da NHK reclamaram da estrita neutralidade, da falta de crítica ao governo e da auto-regulamentação na cobertura de eventos." Krauss afirma que pouco mudou nas décadas de 1980 e 1990. Após o acidente nuclear de Fukushima em 2011, a NHK tem sido criticada por minimizar os perigos da contaminação radioativa.

### Alertas de emergência
De acordo com a Lei de Radiodifusão de 1950, a NHK tem a obrigação de transmitir avisos e alertas de emergência em ocasiões de desastres naturais como terremotos e tsunamis. Sua rede nacional de sismógrafos em cooperação com a Agência Meteorológica do Japão torna a NHK capaz de enviar alertas de terremotos segundos após a detecção, bem como informações mais detalhadas em apenas dois a três minutos após o terremoto. Eles também transmitem avisos de ataque aéreo em caso de guerra, usando o sistema J-Alert.
Todos os avisos são transmitidos em cinco idiomas: inglês, mandarim, coreano e português (o Japão tem pequenas populações chinesas, coreanas e brasileiras), bem como japonês. Os avisos foram transmitidos nesses idiomas durante o terremoto e tsunami de 11 de março de 2011.[carece de fontes?]

### Esportes
A NHK transmite luta de sumô, jogos de beisebol, Jogos Olímpicos, jogos de futebol e uma variedade de outros esportes.[carece de fontes?]

### Música
A Orquestra Sinfônica NHK, patrocinada financeiramente pela NHK, era anteriormente (até 1951) a Orquestra Sinfônica do Japão. Seu website detalha a história da orquestra e o programa de concertos em andamento. Desde 1953, a NHK transmite o festival de música Kōhaku Uta Gassen na véspera de Ano Novo, terminando pouco antes da meia-noite.

### Dramas
A NHK transmite dramas japoneses, como Asadora e Taiga Drama. A NHK também tem feito esforços para transmitir dramas produzidos em países estrangeiros (海外ドラマ, Kaigai Dorama).

### Programas infantis
Okaasan to Issho é o mais antigo programa para crianças no Japão, produzido desde 1959 e indo ao ar atualmente na NHK Educational TV. Sesame Street também foi um dos primeiros programas infantis produzidos do exterior a serem exibidos na NHK, estreando em 1971.

## Serviços internacionais

### NHK World TV
A NHK World TV é a subdivisão internacional da NHK responsável por transmitir notícias e informações sobre o Japão e a Ásia em geral para o resto do mundo. Sua programação é transmitida principalmente em língua inglesa (sendo que alguns programas podem também serem transmitidos em japonês). Começou como um canal de notícias em fevereiro de 2009 usando o logotipo da NHK tradicional. Anteriormente, usava o logotipo dos 3 ovos da NHK. Atualmente, usa o seu próprio logotipo em sua programação, encontrando-se no canto superior esquerdo da tela durante a exibição de seus programas, sendo a única exceção o programa Newsline, sendo que nesse caso o logo se localiza no canto inferior esquerdo da tela.
Pode ser sintonizado via Internet e em sinal aberto via satélite em formato SDTV e HDTV (com idioma inglês e japonês) pelas antenas parabólicas em praticamente todo o mundo, através dos satélites Intelsat 20 em Portugal, Angola, Moçambique, Guiné Equatorial, São Tomé e Príncipe, Macau, Timor-Leste e também em muitos países da Europa, grande parte da África, Oriente Médio, sudoeste e centro da Ásia e parte da Oceania; pelo Intelsat 19 para a região de Macau, Timor-Leste e resto da Ásia e região do Pacífico; e pelo satélite Intelsat 21 para o Brasil e resto das Américas.

### NHK World Premium
A NHK World Premium possui uma variedade maior em sua programação, transmitindo notícias, programas infantis, esportes, música e documentários. Diferentemente da NHK World TV, que transmite sua programação prioritariamente em inglês, a World Premium exibe seus conteúdos voltados mais para a língua japonesa. Na Europa, possui o nome de JSTV e nos Estados Unidos é chamado de TV Japan. Esse serviço só é transmitido através de pagamento de uma taxa para a Japan International Broadcasting Inc. (responsável pelo canal), ou através de serviços de TV por assinatura.

### NHK World Radio Japan
A NHK World Radio Japan transmite notícias, músicas e outras variedades focadas no Japão e o continente asiático em geral num total diário de 65 horas. Ela providencia dois serviços: o General Service, que é transmitido mundialmente nos idiomas inglês e japonês, e o Regional Service que é transmitido em áreas específicas em 17 idiomas, sendo eles: inglês, português, árabe, bengali, birmanês, russo, chinês, francês, espanhol, persa, hindi, tailandês, coreano, vietnamita, suaíli, urdu e indonésio.
Ambos serviços são disponíveis através do rádio de ondas curtas e via Internet, sendo que o General Service também pode ser sintonizado através dos satélites Intelsat 8, 9 e 10 - a mesma forma que a NHK World TV.